# USS Makin Island (LHD-8)
USS Makin Island (LHD-8) – uniwersalny okręt desantowy typu Wasp. Drugi okręt United States Navy noszący nazwę odnoszącą się do rajdu amerykańskich marines na wyspę Makin. Okręt został wyposażony w innowacyjny napęd hybrydowy.
Stępkę okrętu położono 14 lutego 2004 w stoczni Ingalls Shipbuilding w Pascagoula (Mississippi). Okręt został ochrzczony 19 sierpnia 2006, matką chrzestną była pani Silke Hagee, żona generała Hagee – komendanta Marines. Okręt zwodowano 15 września 2006.
Po przejściu huraganu Katrina US Navy ogłosiła, że kilka okrętów znajdujących się w stoczni Ingalls Shipbuilding  zostało uszkodzonych – w tym "Makin Island" i dwa niszczyciele typu Arleigh Burke. Zakończenie budowy okrętu przeciągnęło się do 2008, ponieważ trzeba było naprawić instalacje napędu.
Okręt został dostarczony do US Navy 16 kwietnia 2009, bez uroczystej ceremonii wszedł do służby w Pascagoula 26 czerwca 2009, pierwszym dowódcą został komandor Bob Kopas.